# Rebell (Lied)
Rebell ist ein Song der deutschen Punkrockband Die Ärzte. Das Lied ist die vierte und letzte Singleauskopplung von dem 1998 erschienenen Album 13. Thematisch geht es um rebellisches Verhalten gegenüber Mitmenschen.

## Musikvideo
Das Musikvideo ist in Schwarz-weiß gehalten und zeigt die Band, wie sie den Song singt und auf ihren Instrumenten spielt. Dabei erscheinen die Lyrics verschwommen und schwankend in rot.

## Inhalt
Das Lied besteht aus einer Reihe von Aussagen aus der ich-Perspektive. Der Protagonist möchte seinen Ansichten treu bleiben und kümmert sich nicht um die Meinung der anderen. Während die anderen dies als Mangel von Respekt sehen, sieht der Protagonist darin Freiheit und Abgrenzung. Er wird mit den Klischees faul, dumm und hässlich konfrontiert, die er versucht zu widerlegen. Er sieht keinen Grund für weitere Handlungen und ist stolz auf sein Aussehen und provokantes Verhalten. Weiter gibt er zu verstehen, er sei nicht neidisch auf materielle Werte und stellt sich als ruhig dar, wogegen die anderen sich durch ihre Gewalt und Unruhe ein Armutszeugnis ausstellten.

## Trackliste
1. Rebell (Urlaub) – 3:52
2. Punk ist... (Götz Alsmann Band feat. Die Ärzte) (Felsenheimer) – 3:23
3. Backpfeifengesicht (Urlaub) – 2:24
4. Alles für dich (Urlaub) – 4:11

## Chartplatzierungen
| Land        | Peak-Position | Wochen |
| ----------- | ------------- | ------ |
| Deutschland | 42            | 7      |